# اتفاق أبيدجان للسلام
اتفاق أبيدجان للسلام هو معاهدة تم توقيعها في أبيدجان، ساحل العاج في 30 نوفمبر 1996 لمحاولة إنهاء الحرب الأهلية في سيراليون (1991-2002). وكان الموقعان الرئيسيان هما الرئيس السيراليوني أحمد تيجان كبه وفوداي سنكوح زعيم الجبهة الثورية المتحدة. ومع ذلك، رفض سنكوح احترام شروط الاتفاقية، وأجبر كبه على النفي بسبب انقلاب عسكري في مايو 1997 (رغم أنه استعاد السلطة في العام التالي)، لذلك فشل الاتفاق في تحقيق السلام.

## خلفية
بدأت الحرب الأهلية في 23 آذار / مارس 1991، عندما حاولت الجبهة المتحدة الثورية الإطاحة بحكومة الرئيس جوزيف سيدو موموه. شهد الانقلاب العسكري عام 1992 استيلاء الكابتن فالنتين شتراسر، البالغ من العمر 25 عامًا، على السلطة، لكن القتال استمر. تم طرد شتراسر نفسه من قبل جوليوس مادا بيو في عام 1996. استمرت مفاوضات السلام بشكل متقطع من خلال تغييرات النظام.
في 25 شباط / فبراير 1996، اجتمعت وفود من كلا الجانبين، إلى جانب المبعوث الخاص للأمم المتحدة برهانو دينكا وممثلي منظمة الوحدة الأفريقية والكومنولث، في أبيدجان لمدة أربعة أيام. في 25-26 مارس، التقى بيو وسانكوح وجهاً لوجه لإجراء محادثات في ياموسوكرو، ساحل العاج، تحت رعاية رئيس البلد، هنري كونان بيديه. بعد أيام، تم انتخاب أحمد تيجان كبه رئيسًا لسيراليون. التقى كبه وسنكوح في 22-23 أبريل في ياموسوكرو واتفقا على وقف إطلاق النار. استمرت المحادثات رغم اتهام الجانبين للطرف الآخر بخرق وقف إطلاق النار. في أكتوبر أو نوفمبر، التقى كبه مرة أخرى بسنكوح، هذه المرة في أبيدجان. أخيرًا، في 22 نوفمبر، تم التوقيع على اتفاق أبيدجان للسلام، بعد أن قدمت الحكومة تنازلات وعانت الجبهة المتحدة الثورية من هزائم عسكرية شديدة.

## الأهداف
كان للاتفاق مجموعة واسعة من الأهداف، أهمها:
- كان من المقرر أن ينتهي النزاع المسلح بين الموقعين الرئيسيين «بأثر فوري».
- كان من المقرر إنشاء لجنة وطنية لتوطيد السلام في غضون أسبوعين من التوقيع.
- تتألف مجموعة المراقبة المحايدة من مراقبين من «المجتمع الدولي».
- سيتم نزع سلاح جميع مقاتلي الجبهة المتحدة الثورية، وسيتم العفو عنهم.
- وستُبذل جهود لإعادة دمج متمردي الجبهة المتحدة الثورية في المجتمع.
- وستغادر مجموعات المرتزقة التي استأجرتها الحكومة والقوات الأجنبية الأخرى البلاد بعد إنشاء مجموعة المراقبة.

## الموقعون
- الحاج د. احمد تيجان كبه رئيس جمهورية سيراليون
- العريف فوداي سايبانا سنكوح، زعيم الجبهة الثورية المتحدة
- هنري كونان بيديه، رئيس جمهورية ساحل العاج
- برهانو دينكا، المبعوث الخاص للأمين العام للأمم المتحدة لسيراليون
- أدوا كولمان، ممثل منظمة الوحدة الأفريقية
- موسى أنافو، ممثل منظمة الكومنولث [1]

## النتائج
أُنشئت اللجنة الوطنية لتوطيد السلام، لكنها لم تنجز إلا القليل. كان من المفترض أن يكون عدد مجموعة المراقبة المحايدة 700، لكن الجبهة المتحدة الثورية اعترضت، واقترحت أن تتكون من 120 مراقبًا فقط، ولم يتم التوصل إلى اتفاق. ثم حاول المتحدثون باسم الجبهة وأنصار لجنة توطيد السلام، فايا موسى وإبراهيم دين جالوه وفيليب بالمر، الإطاحة بسنكوح كزعيم للجبهة المتحدة الثورية بعد اعتقال سنكوح في نيجيريا. تم القبض على الثلاثة من قبل قوات الجبهة المتحدة الثورية، وعزز سنكوح قوته في الجبهة. أدى الانقلاب العسكري في 25 مايو 1997 من قبل جوني بول كوروما، زعيم المجلس الثوري للقوات المسلحة المشكل حديثًا، إلى تحالف مع الجبهة المتحدة الثورية. كان هذا بالتأكيد ناقوس الموت لأي أمل في السلام ينبع من اتفاق أبيدجان.

## روابط خارجية
- نص جميع اتفاقيات السلام الخاصة بسيراليون ، صانع السلام التابع للأمم المتحدة